# Club privé (album)
Club privé est le vingt-neuvième album de la série de bande bande dessinée Les Simpsons, sorti le 13 janvier 2016, par les éditions Jungle. Il contient deux histoires : A musée vous M. Burns ! et La famille je-sais-tout.